# Башлык

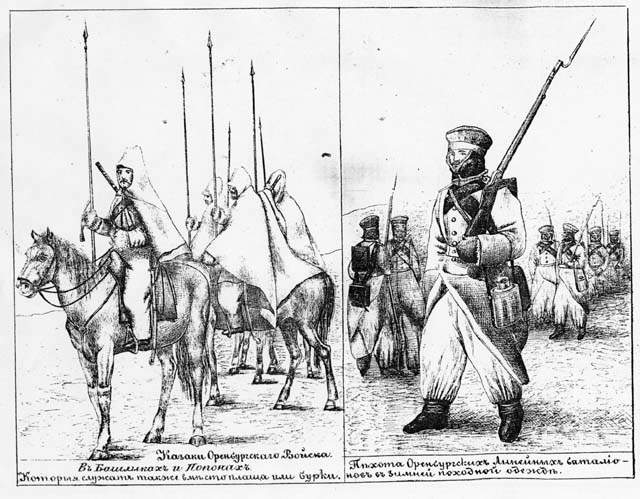
Казаки оренбургского войска в башлыках и попонах (1874)

Башлы́к (абх. ахҭарԥа; абаз. хъатарпа; груз. ყაბალახი, къабалахи; авар. башлихъ; адыг. шъхьарыхъон; азерб. başlıq; лезг. башлух; ингуш. палчакх; кабард.-черк. щхьэрыхъуэн; карач.-балк. башлыкъ; кум. башлыкъ; ног. баслык; осет. басылыхъхъ; чечен. палчакх) — суконный остроконечный капюшон, надеваемый в непогоду поверх какого-либо головного убора для предохранения «от холода, дождя и солнечного зноя». Имеет длинные концы-лопасти для обматывания вокруг шеи. Исторически носили горцы Кавказа, у которых его позаимствовали казаки.
Башлыки вошли в моду в России в 1830—1840 годах после Наполеоновской войны. К 1862 году башлыки стали единым головным убором в казачьих войсках, а затем и в других родах вооруженных сил России. Согласно Бабур-наме (XVI век), башлык преподносился в дар вместе с шубой. В Российской Императорской армии он был введён в 1862 году и во время войны 1877—1878 годов оказался настолько целесообразным, что стал испытываться и в западноевропейских армиях. Так, в 1881 году весь отряд французских войск, посланный в Тунис, был снабжён башлыками.
В русской армии нижние чины башлык носили совместно с шинелью разными способами в зависимости от имеющегося снаряжения, на голову накидывали в ненастную погоду или при морозе ниже −5 °С.
У тюрков башлыком также называют калым — вознаграждение, уплачиваемое женихом родителям невесты, состоящее в остроконечном колпаке с длинными лопастями, которые обвязывают шею при надевании его на голову.